# Rhynchospora fascicularis
Rhynchospora fascicularis är en halvgräsart som först beskrevs av André Michaux, och fick sitt nu gällande namn av Vahl. Rhynchospora fascicularis ingår i släktet småag, och familjen halvgräs.

## Underarter
Arten delas in i följande underarter:
- R. f. fascicularis
- R. f. sierrensis